# Martinus Rørbye

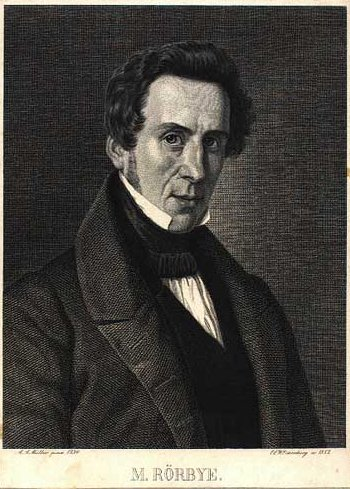

Martinus Christian Wesseltoft Rørbye (Drammen, Noorwegen, 17 mei 1803 – Kopenhagen, 29 augustus 1848) was een Deens kunstschilder.

## Leven en werk
Rørbyes vader was een naar Noorwegen geëmigreerde overheidsambtenaar, tevens winkelier. Toen Martinus twaalf jaar was keerde de familie terug naar Denemarken. Daar ging Martinus in 1820 studeren aan de Koninklijke Deense Kunstacademie onder Christoffer Wilhelm Eckersberg en Christian August Lorentzen, schilders van de ‘Gouden Eeuw der Deense schilderkunst’.
Rørbyes vroege werk bestaat vooral uit Kopenhaagse stadscènes, maar ook uit portretten en landschappen geschilderd op het eiland Seeland. Tussen 1830 en 1832 schildert hij vooral landschappen in Noorwegen. Van 1833 tot 1837 maakt hij vervolgens een groot aantal reizen, onder andere naar Nederland, Parijs, Rome en Constantinopel. Met name zijn reis naar Turkije zou van grote invloed zijn op zijn binnen de Deense schilderkunst vernieuwende gebruik van kleur en licht.
Tussen 1833 en 1847 verbleef Rørbye verscheidene malen op het Noord-Deense vissereiland Skagen, waar hij vooral landschappen en genrewerken schilderen. Hij had een zwakke gezondheid en overleed in 1848, op 45-jarige leeftijd.
Rørbye werd in de jaren 1870 erg bewonderd door Michael Ancher. Ancher trok eveneens naar Skagen om er te schilderen en startte daar de bekende kunstenaarskolonie de Skagenschilders, die met name in de beginfase sterk door Rørbye werd beïnvloed.
Veel werk van Rørbye is moneteel te zien in het Statens Museum for Kunst en de Ny Carlsberg Glyptotek te Kopenhagen.

## Galerij

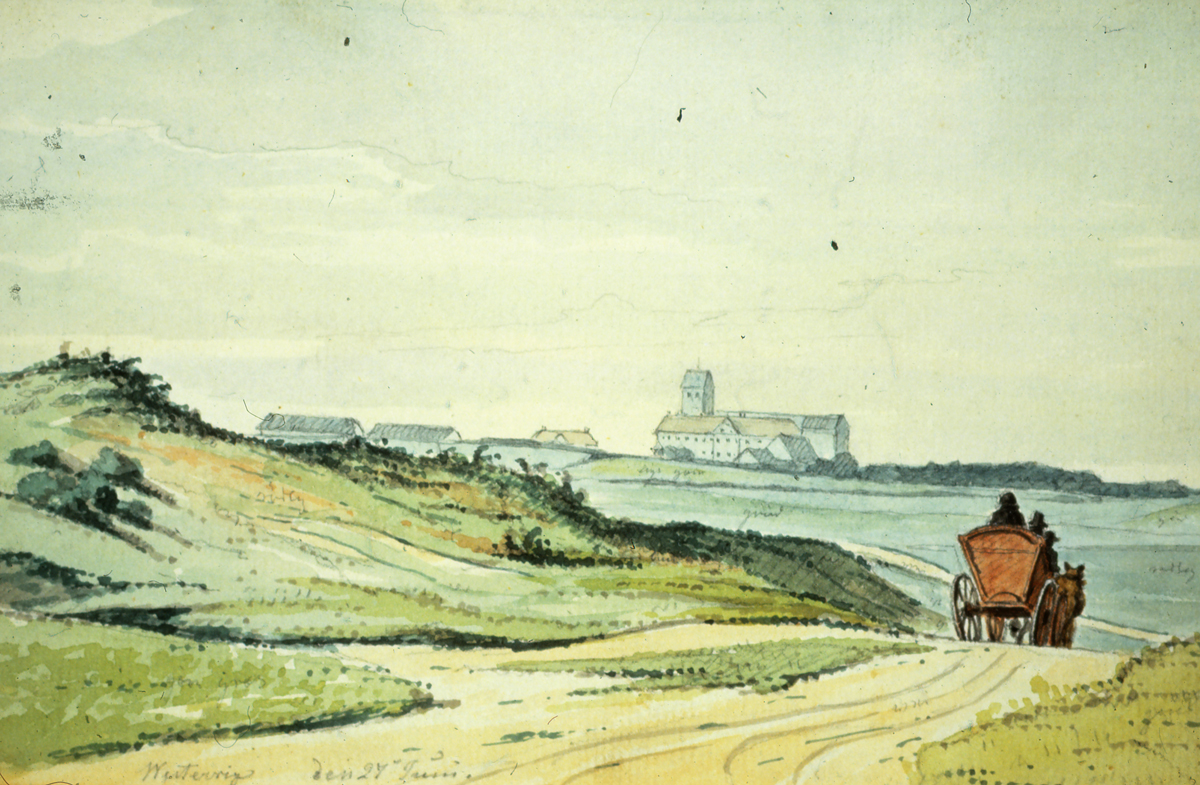
Op reis
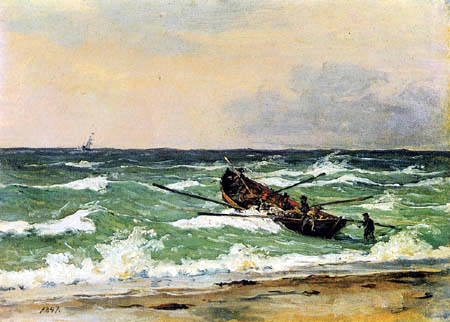
Vissers uit Skagen in reddingsboot
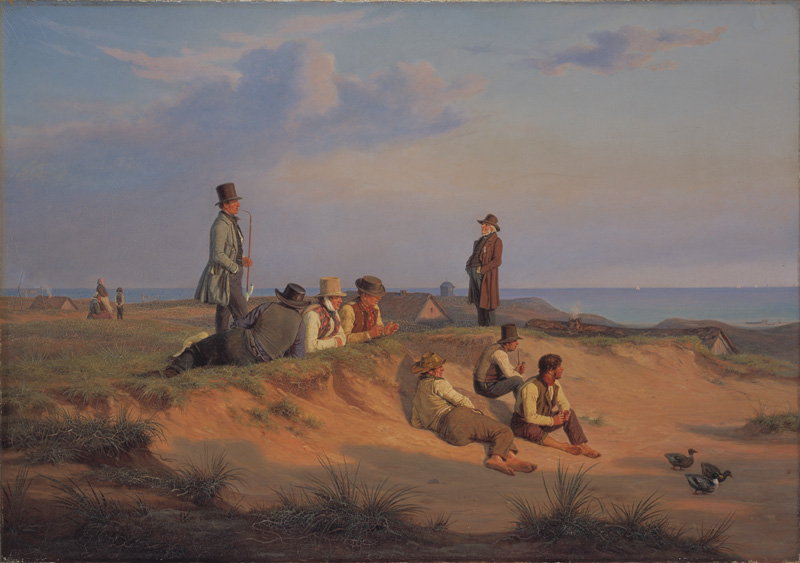
Mannen uit Skagen op een zomeravond
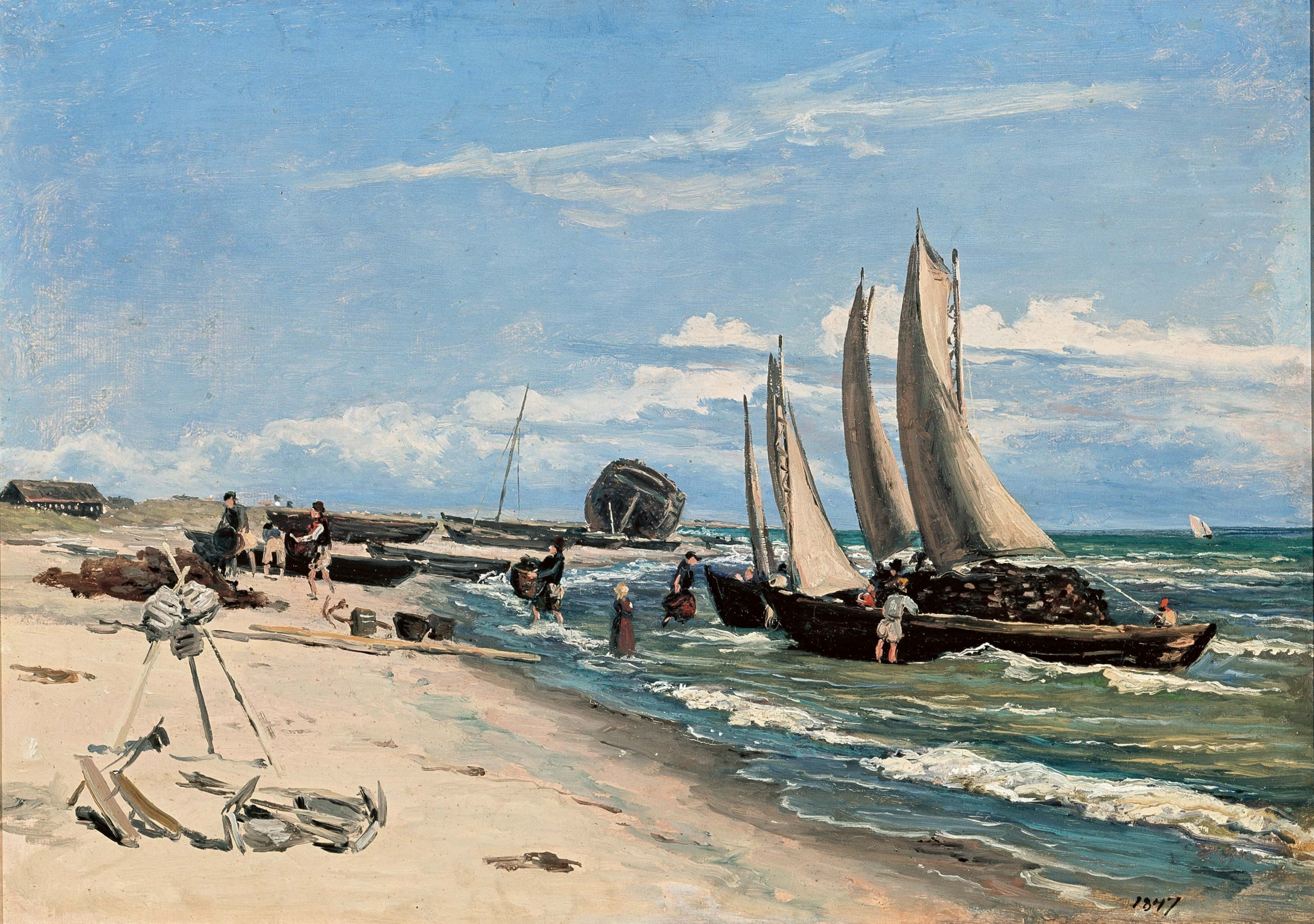
Strand van Skagen
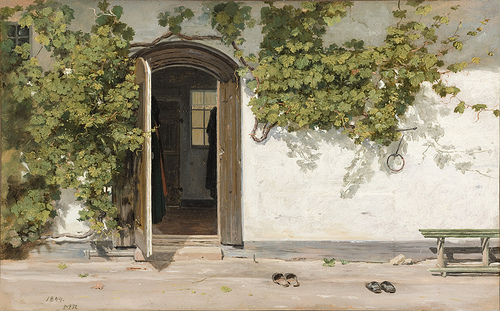
Poort naar de Herberg in Hillested
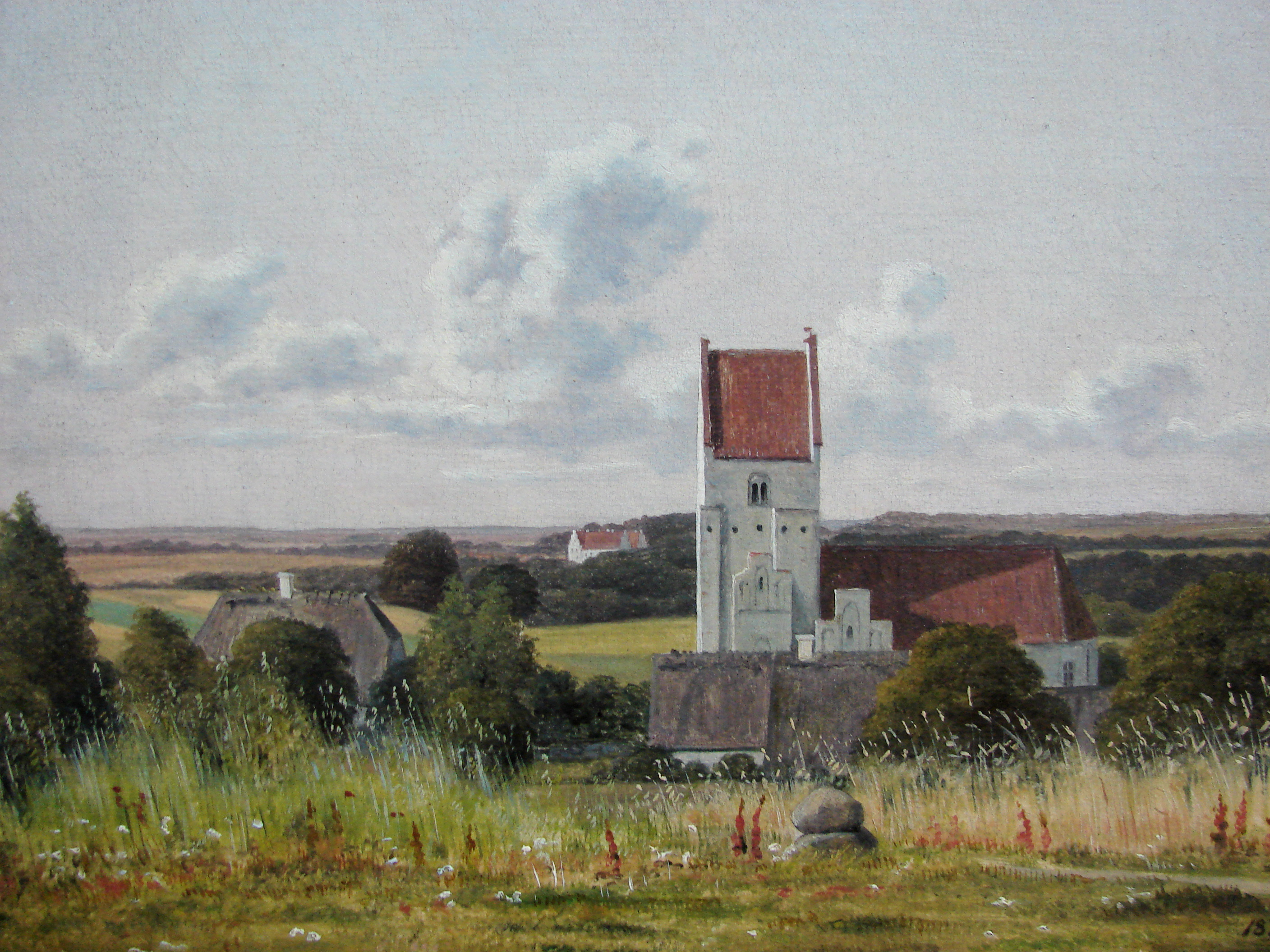
Egede kerk
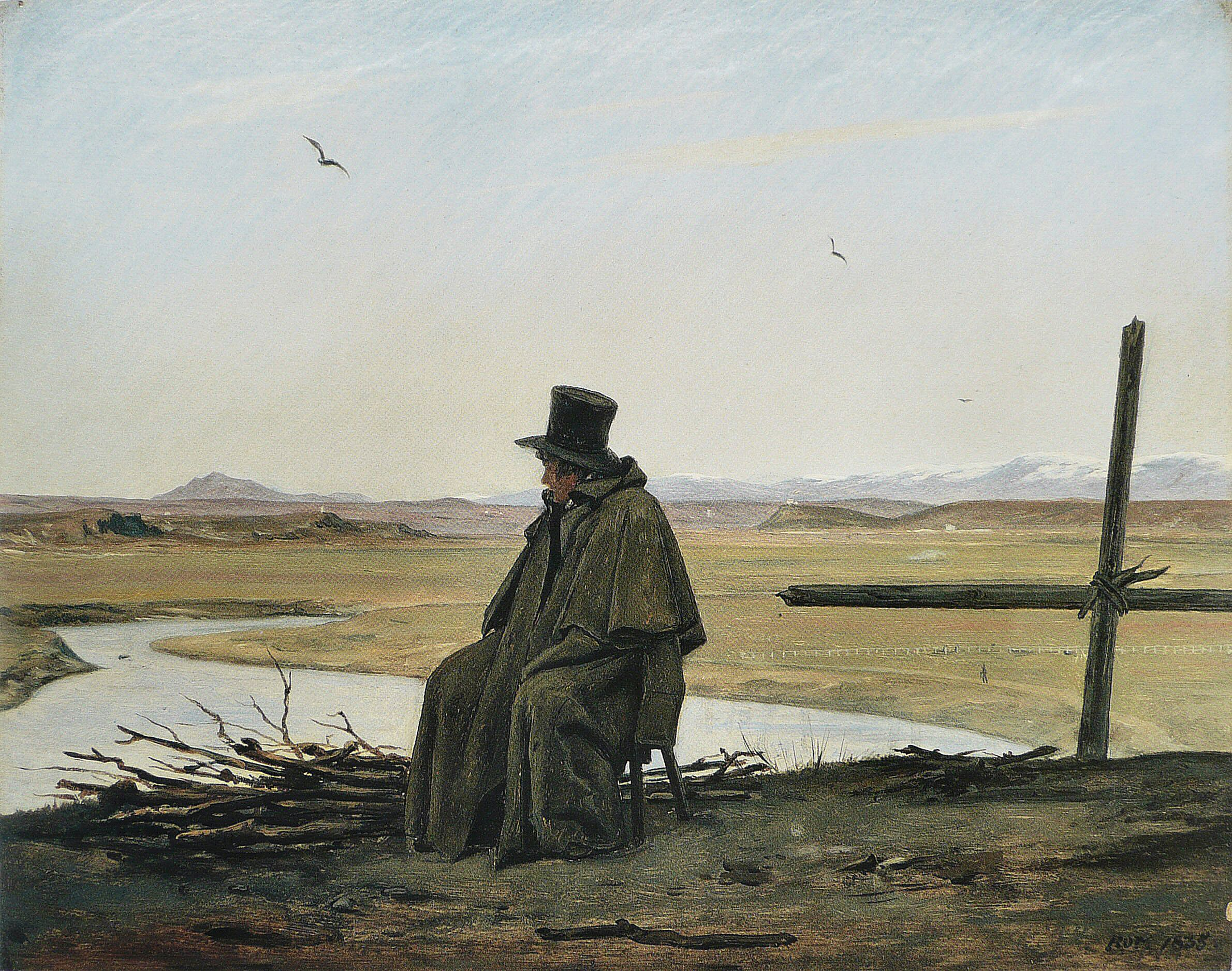
Een reiziger
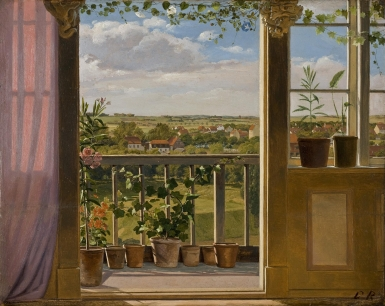
Nørrevold vanuit het raam
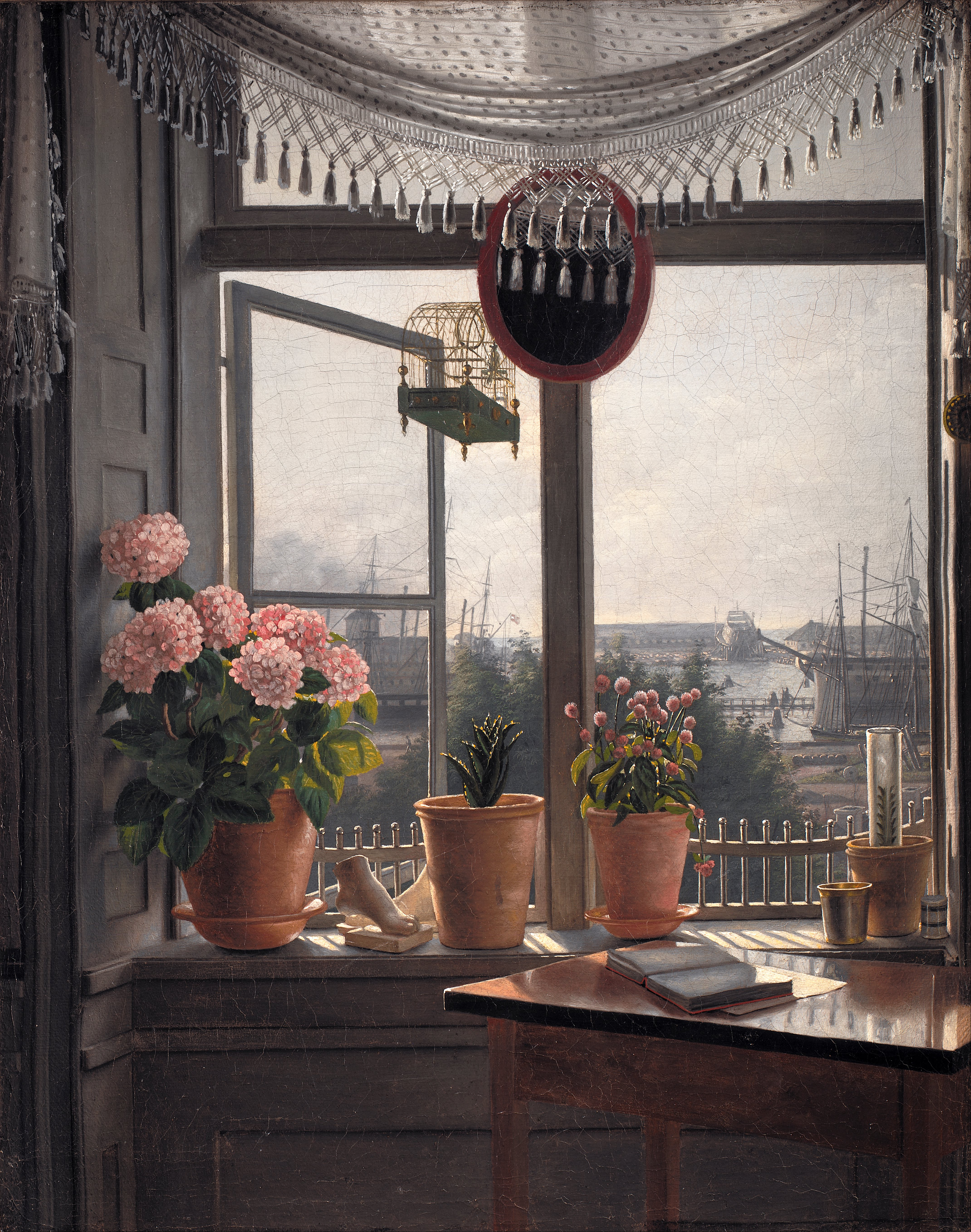
Uitzicht vanuit het raam van de kunstenaar
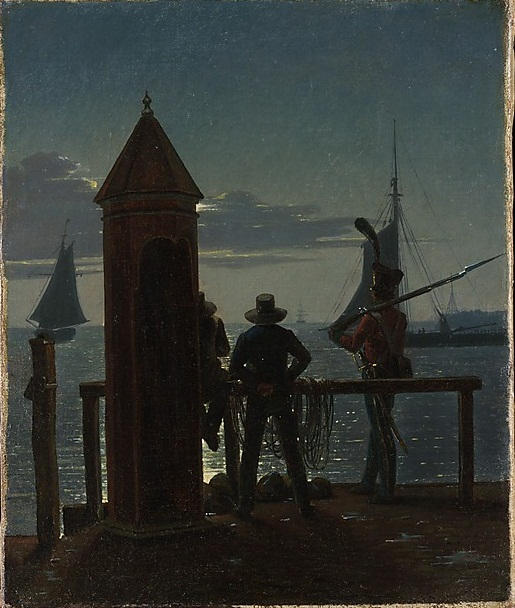
Uitzicht vanuit de Rampartcitadel